# Флаг Торопецкого района
Флаг муниципального образования «Торо́пецкий район» Тверской области Российской Федерации — опознавательно-правовой знак, являющийся символом статуса и самоуправления района.
Флаг утверждён 29 января 1999 года и внесён в Государственный геральдический регистр Российской Федерации с присвоением регистрационного номера 510.

## Описание
Прямоугольное зелёное полотнище с отношением ширины к длине 2:3 с изображением на полотнище гербовых фигур.
Геральдическое описание герба гласит: «В зелёном поле деревянная остроконечная башня с обращённым вправо флажком о двух косищах, сопровождаемая во главе луком. Башня и лук золотые, флажок червлёный».

## Символика
В основу флага Торопецкого района положен исторический герб города Торопца, Высочайше утверждённого 28 мая (8 июня) 1781 года вместе с другими гербами городов Псковского наместничества: «В зелёном поле деревянная башня, а на ней положен золотый лук».